# キャサリン・スウィンフォード
キャサリン・スウィンフォード（Katherine Swynford もしくは Katharine, Catherine, 旧姓はキャサリン・ド・ルート（Katherine de Roet）, 1350年11月25日 - 1403年5月10日）は中世イングランドの貴族女性。イングランド王族のランカスター公ジョン・オブ・ゴーントの愛人で後に3番目の妻になる。彼女の子は臣籍降下して名門ボーフォート家を興す。ランカスター朝の始祖ヘンリー4世は継子（ジョン・オブ・ゴーントと最初の妻ブランシュの息子）。

## 2度の結婚
キャサリンはペイン・ド・ルートの娘として生まれた。彼女は16歳の時（1366年頃）にヒュー・スウィンフォードと結婚した。ヒューはケトルソープ（Kettlethorpe）に邸宅をもつ裕福な騎士であり、2人の間に2人以上の子を授かったが、彼女の父と同様に大陸で戦死してしまう。
ヒュー・スウィンフォードに先立たれた後、彼女はランカスター公ジョン・オブ・ゴーントの邸宅に入る。表向きはジョンの妻ブランシュに呼ばれた「ジョンの2人の娘たちの家庭教師」という名目であった。この公妃は1369年に亡くなり、ジョンの2番目の妻であるコンスタンス・オブ・カスティルも1394年に亡くなると、1396年1月13日にジョンとキャサリンはリンカーン大聖堂で結婚し、ジョンが1399年に亡くなるまでの3年間を夫婦として過ごしている。
1403年5月10日、キャサリンはジョンの死の4年後に亡くなった。彼女と娘のジョウンはリンカーン大聖堂の聖壇に埋葬されたが、その墓所は1644年の清教徒革命の内戦の折に清教徒の略奪を受けた。

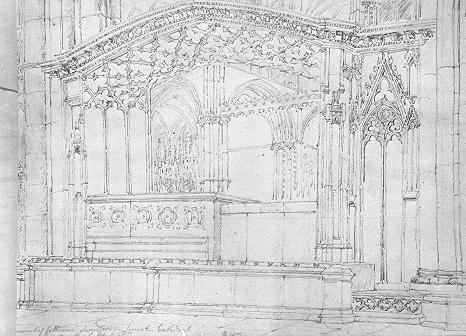
キャサリン・スウィンフォードの墓

## 家族
ヒュー・スウィンフォードとの間に以下の子女をもうけた。
- トマス（1368/72年 - 1432年）
- ブランシュ（1370年頃 - ?）

ジョンとキャサリンの間には子供が4人いた。
- ジョン・ボーフォート（1371年頃 - 1410年） - サマセット伯
- ヘンリー・ボーフォート（1375年頃 - 1447年） - ウィンチェスター司教、枢機卿、大法官
- トマス・ボーフォート（1377年頃 - 1426年） - ドーセット伯、エクセター公、大法官
- ジョウン・ボーフォート（1379年頃 - 1440年） - ウェストモーランド伯ラルフ・ネヴィルと結婚

4人とも結婚前に生まれた子だったため通常なら庶子扱いだが、ジョンは1390年に従兄のリチャード2世によって「嫡出子である」という私的談話を得て、さらに結婚後の1397年1月には議会宣言の形で議会の承認もとった。すでに「ボーフォート」という姓をもらっていた4人の子供達は晴れて「ジョン・オブ・ゴーントの嫡出子」となった。

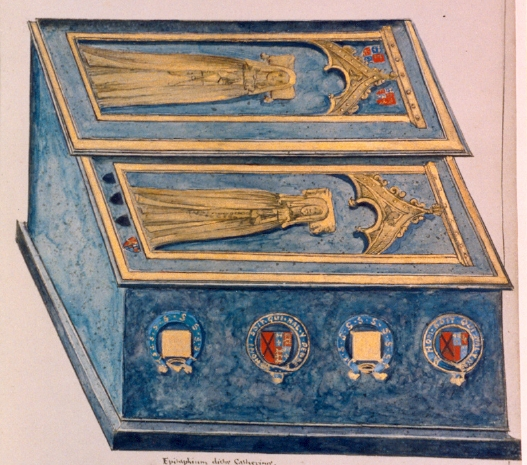
1640年に描かれたキャサリン・スウィンフォードとジョウン・ボーフォートの墓

ジョウンの孫は後にヨーク朝を開くエドワード4世とその後を継ぐリチャード3世である。そのリチャード3世を倒してテューダー朝を開いたのは、ジョンの曾孫のヘンリー7世である。出生時期さえ定かでないような私生児だったボーフォートの血脈は、こうしてイングランド王室につながっていく事になる。